# Gaius Iulius Nicanor
Gaius Iulius Nicanor war Sohn des Philosophen Areios und Bruder des Dionysios. Wie sein Bruder war er mit Augustus befreundet.
Er ist vermutlich nicht identisch mit Iulius Nikanor, der auf einer attischen Inschrift als „neuer Homer und neuer Themistokles“ bezeichnet wird und zu identifizieren ist mit dem bei Dion von Prusa genannten Nikanor, der den Athenern die Insel Salamis zurückkaufte (deswegen „neuer Themistokles“) und wohl auch epischer Dichter gewesen sein dürfte („neuer Homer“).